# Bourdainville
Bourdainville és un municipi francès situat al departament del Sena Marítim i a la regió de Normandia. L'any 2007 tenia 419 habitants.

## Demografia

### Població
El 2007 la població de fet de Bourdainville era de 419 persones. Hi havia 154 famílies de les quals 30 eren unipersonals (15 homes vivint sols i 15 dones vivint soles), 39 parelles sense fills, 77 parelles amb fills i 8 famílies monoparentals amb fills.
La població ha evolucionat segons el següent gràfic:
Habitants censats

### Habitatges
El 2007 hi havia 170 habitatges, 156 eren l'habitatge principal de la família, 9 eren segones residències i 5 estaven desocupats. Tots els 168 habitatges eren cases. Dels 156 habitatges principals, 117 estaven ocupats pels seus propietaris, 34 estaven llogats i ocupats pels llogaters i 5 estaven cedits a títol gratuït; 7 tenien dues cambres, 15 en tenien tres, 50 en tenien quatre i 83 en tenien cinc o més. 130 habitatges disposaven pel capbaix d'una plaça de pàrquing. A 62 habitatges hi havia un automòbil i a 84 n'hi havia dos o més.

### Piràmide de població
La piràmide de població per edats i sexe el 2009 era:
| Homes | Edats   | Dones |
| ----- | ------- | ----- |
| 0     | 95 o +  | 0     |
| 0     | 90 a 94 | 4     |
| 0     | 85 a 89 | 0     |
| 4     | 80 a 84 | 4     |
| 4     | 75 a 79 | 4     |
| 8     | 70 a 74 | 4     |
| 0     | 65 a 69 | 16    |
| 4     | 60 a 64 | 4     |
| 4     | 55 a 59 | 4     |
| 8     | 50 a 54 | 12    |
| 16    | 45 a 49 | 4     |
| 8     | 40 a 44 | 12    |
| 12    | 35 a 39 | 20    |
| 24    | 30 a 34 | 12    |
| 8     | 25 a 29 | 12    |
| 0     | 20 a 24 | 12    |
| 0     | 15 a 19 | 4     |
| 16    | 10 a 14 | 16    |
| 24    | 5 a 9   | 28    |
| 16    | 0 a 4   | 12    |

## Economia
El 2007 la població en edat de treballar era de 278 persones, 216 eren actives i 62 eren inactives. De les 216 persones actives 199 estaven ocupades (103 homes i 96 dones) i 18 estaven aturades (8 homes i 10 dones). De les 62 persones inactives 18 estaven jubilades, 25 estaven estudiant i 19 estaven classificades com a «altres inactius».

### Ingressos
El 2009 a Bourdainville hi havia 157 unitats fiscals que integraven 439,5 persones, la mediana anual d'ingressos fiscals per persona era de 17.538 €.

### Activitats econòmiques
Dels 10 establiments que hi havia el 2007, 1 era d'una empresa extractiva, 1 d'una empresa de fabricació d'altres productes industrials, 2 d'empreses de construcció, 2 d'empreses de comerç i reparació d'automòbils, 2 d'empreses de transport, 1 d'una entitat de l'administració pública i 1 d'una empresa classificada com a «altres activitats de serveis».
Dels 2 establiments de servei als particulars que hi havia el 2009, 1 era una lampisteria i 1 perruqueria.
L'any 2000 a Bourdainville hi havia 10 explotacions agrícoles que ocupaven un total de 522 hectàrees.

## Equipaments sanitaris i escolars
El 2009 hi havia una escola elemental integrada dins d'un grup escolar amb les comunes properes formant una escola dispersa.

## Poblacions més properes
El següent diagrama mostra les poblacions més properes.